# Tulakan (Tulakan)
Tulakan is een bestuurslaag in het regentschap Pacitan van de provincie Oost-Java, Indonesië. Tulakan telt 3573 inwoners (volkstelling 2010).